# 頰鱗長鳚鮗
頰鱗長鳚鮗，為鱸形目鱸亞目擬雀鯛科的其中一種，發現於南非納塔爾省Umhlangakulu河半鹹水域，本魚身體細長，背鰭硬棘1枚、背鰭軟條48枚;臀鰭硬棘0枚;臀鰭軟條39枚，體長可達7公分，棲息在底層水域，生活習性不明。

## 擴展閱讀
維基物種上的相關：頰鱗長鳚鮗